# Gerhard Neubert (Bildhauer)

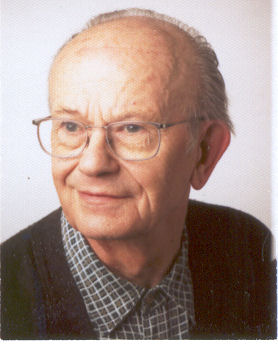
Gerhard Neubert

Gerhard Neubert (* 21. Februar 1926 in Hilmsdorf, heute Geringswalde; † 2. Juli 2005 in Dresden) war ein deutscher Bildhauer in der DDR.

## Leben und Werk
Neubert absolvierte von 1940 bis 1943 eine Bildhauerlehre. Danach wurde er zum Reichsarbeitsdienst und zur Wehrmacht eingezogen und nahm er am Zweiten Weltkrieg teil. Nach der Rückkehr aus der Kriegsgefangenschaft arbeitete er bis 1946 u. a. als Holzbildhauer.
Von 1948 bis 1953 studierte er bei Theodor Artur Winde, Walter Arnold und Fritz Koelle an der Staatlichen Hochschule für Werkkunst bzw. (ab 1950) Hochschule für Bildende Künste Dresden (HSBK). Danach arbeitete er in Dresden als freischaffender Bildhauer. Von 1953 bis 1968 hatte er sein Atelier im Künstlerhaus Loschwitz. 1967 bestand er die Meisterprüfung als Holzbildhauer. Von 1980 bis 1983 war er als Bildhauer am Wiederaufbau der Semperoper beteiligt. Er schuf Modelle für die Stukateure und Steinbildhauer, wie das Fruchtgehänge mit Semperkopf. Es ist auf der Rückseite der Semperoper zu sehen.
Von 1984 bis 1991 schuf er für den Dresdener Orgelbaubetrieb Jehmlich Schnitzwerke für Orgelpositive. Neubert fertigte auch hölzerne erzgebirgische Volkskunst-Arbeiten wie Räuchermänner.
Neubert war Mitglied des Verbands Bildender Künstler der DDR. Er übte auch eine Lehrtätigkeit an der Arbeiter-und-Bauern-Fakultät für Kunst an der HSBK und an der Pädagogischen Hochschule Dresden aus.
Zwischen dem Holzbildhauer Gerhard Neubert und dem VEB Elektrowärme Sörnewitz (VEB EWS) bestand von 1974 bis 1991 eine enge Verbindung, die sich in mehreren Auftragswerken widerspiegelte. Das erste Auftragswerk war 1977 der „Kleine Flirt“ für das Freigelände und den Pausenplatz vor dem Sozialgebäude des Betriebes. Den zweiten Auftrag erhielt G. Neubert 1978/79. Das Auftragswerk „Familie“ war verbunden mit einer Dauerleihgabe an den VEB EWS. Auftraggeber war der Rat des Bezirkes Dresden, Abteilung Kultur. Das Auftragswerk „Familie“ wurde nach 1990 zurückgegeben.
Im Rahmen der 8. Betriebs- und Wohngebietsausstellung in Sörnewitz fand vom 22. bis 28. Mai 1978 eine gemeinsame Werksausstellung mit dem deutschen Maler und Grafiker Helmut Symmangk statt.
Zur Aufwertung des Freigeländes um das Betriebsspeisehaus und des Betriebsbads des VEB EWS erhielt Gerhard Neubert den Auftrag eine über 2 m große Plastik zu schaffen. Das Auftragswerk „Akt mit Blume“ konnte 1981 übergeben werden und stand bis nach 1990 an Ort und Stelle. Das EWS-Bad wurde bis 1989 genutzt und nach 1990 zugeschüttet. Über den Verbleib der Plastik nach 1990 ist nichts bekannt.
Im Jahr 1987 erhielt er den Auftrag, für den Speise- und Kultursaal des VEB EWS eine 27 m² große Rückwand in Lindenholz zum Thema „Die lebenspendende Elemente“ zu gestalten.
Den umfangreichsten Auftrag vergab der VEB EWS an Gerhard Neubert 1988. Es war die Gestaltung des Betriebsferienheims „Zur Post“ in Rechenberg-Bienenmühle mit Drechsel- und Schnitzarbeiten. Er schuf für die:
Bauernstube         Relief Musizierende und Tanzende
Klubraum               9 Pflanzenreliefs
Eingangszone        großes Relief Thema Wald
Für das Objekt       diverse Schrifttafeln und Symbole
Der Auftrag wurde 1989/90 realisiert, aber nur ein Teil der gefertigten Schnitzereien wurden im Betriebsferienheim „Zur Post“ in Rechenberg-Bienenmühle verwendet. Ein großer Teil der Arbeiten wurde im Betrieb eingelagert.
Mit der Wende wurde das Betriebsferienheim „Zur Post“ ab 1991 nicht mehr genutzt. Es wurde 2017 abgerissen.
Gerhard Neubert starb am 2. Juli 2005 in Dresden.

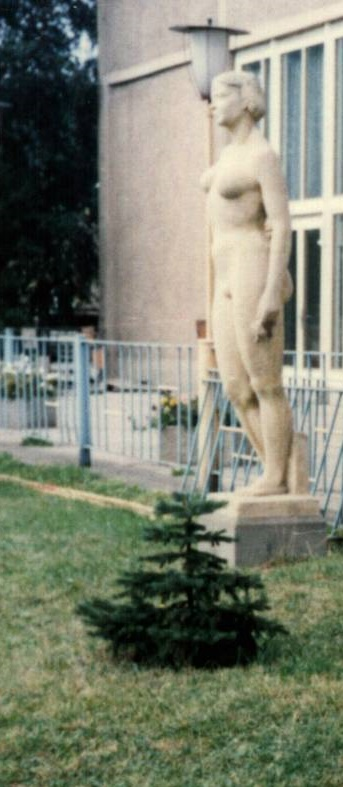
Akt mit Blume für das Bad des VEB Elektrowärme Sörnewitz 1981
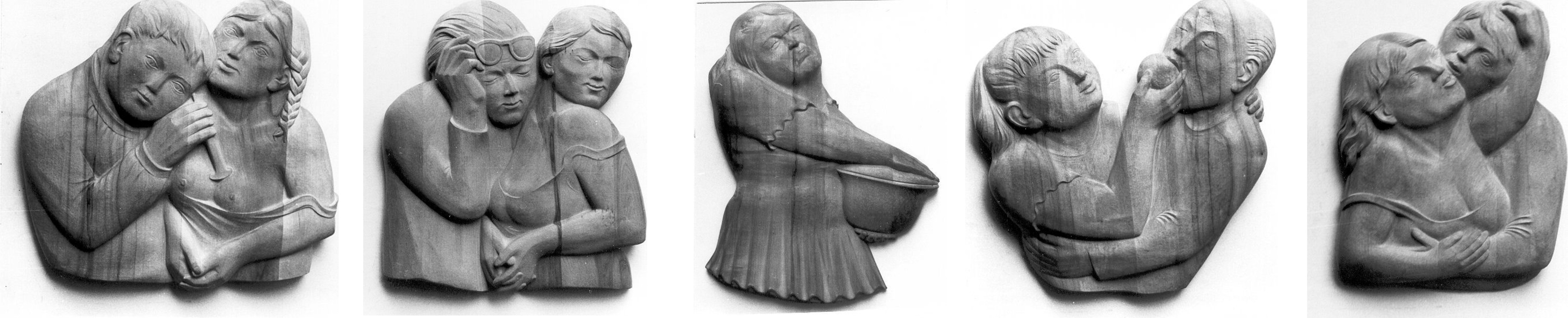
Die fünf Sinne Holz, Hören, Sehen, Riechen, Schmecken, Fühlen
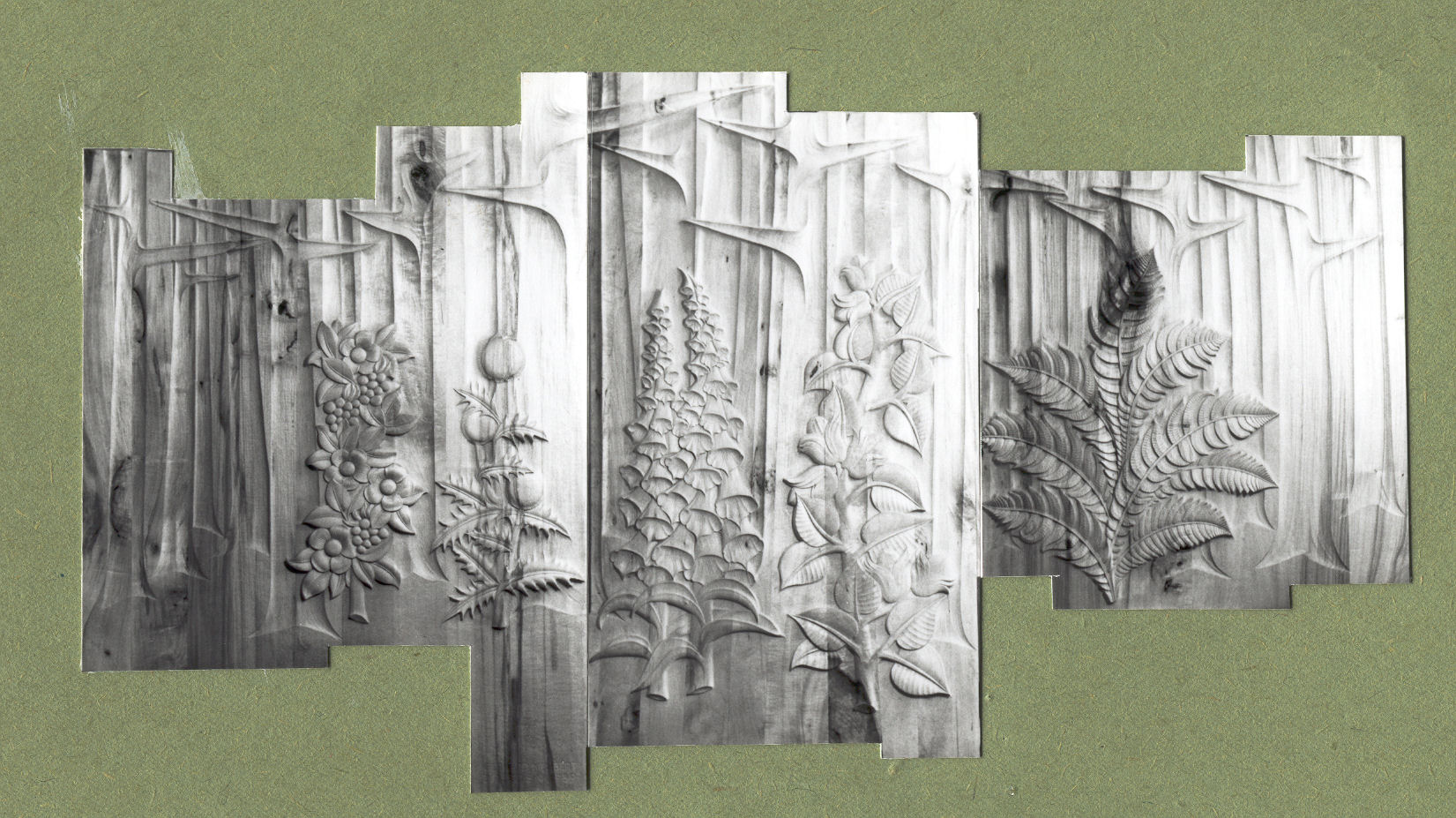
Großes Relief Thema Wald Sörnewitz 1989
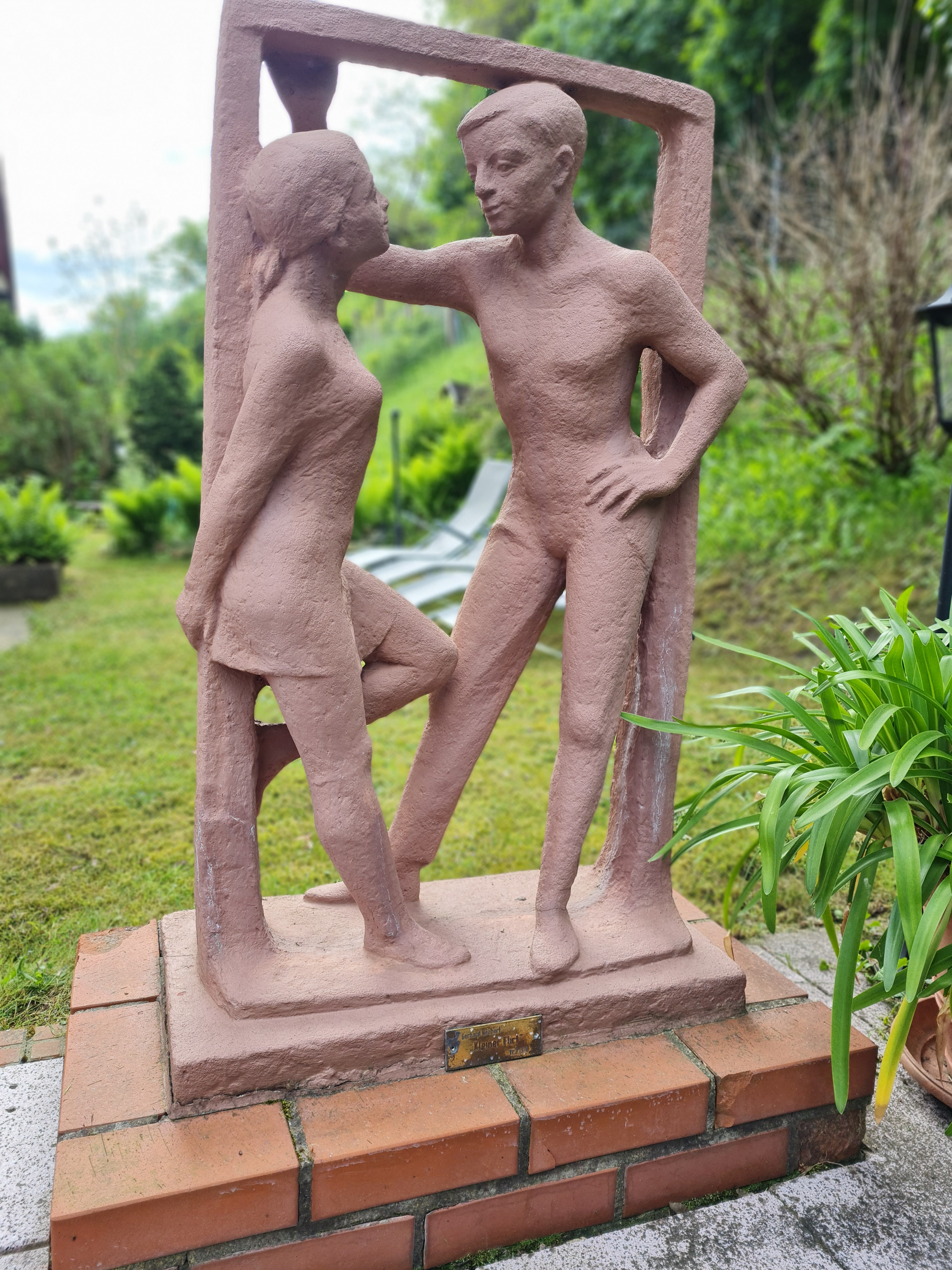
Kleiner Flirt, 1978
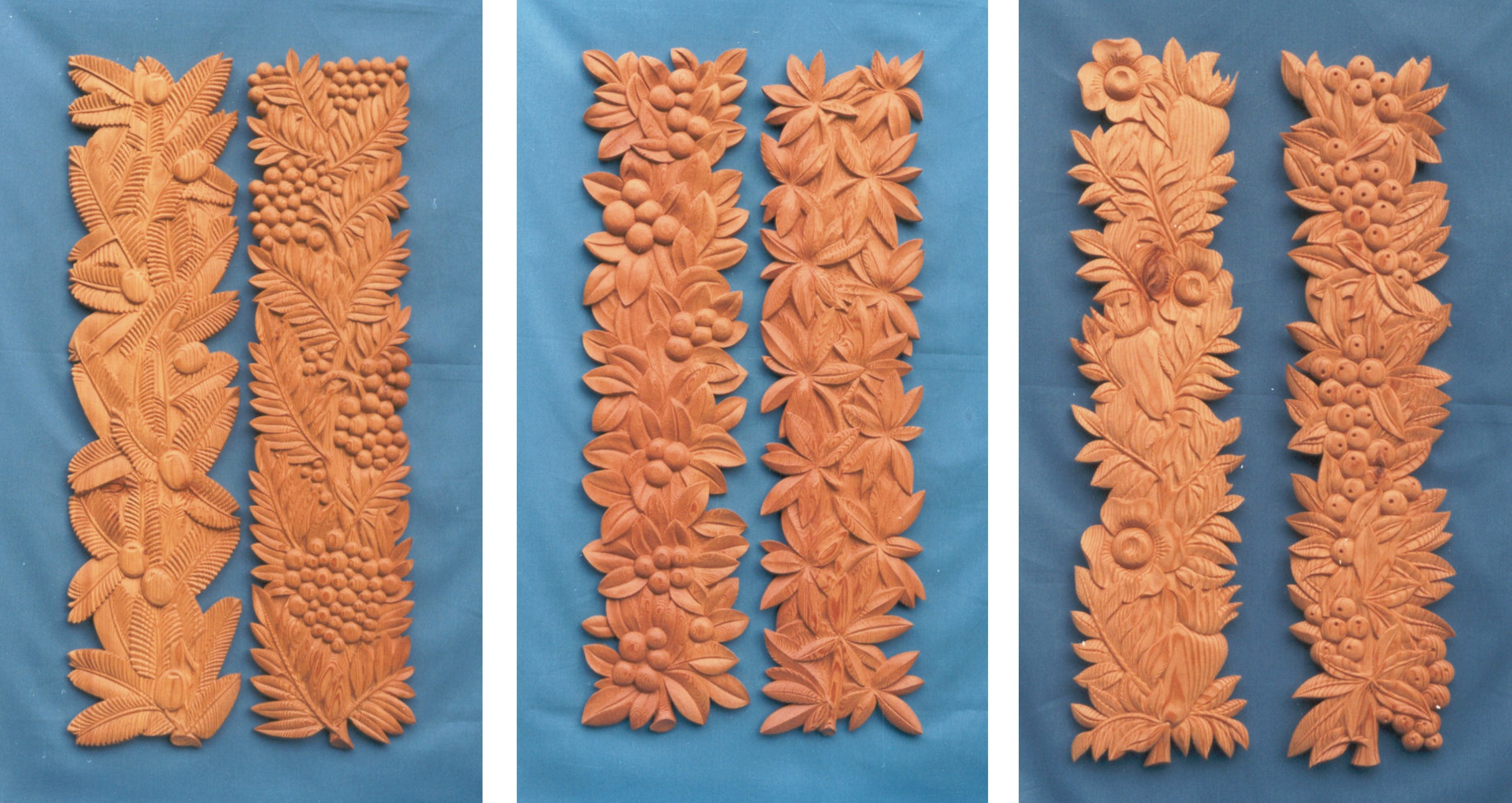
Pflanzenornamente für Sörnewitz 1989
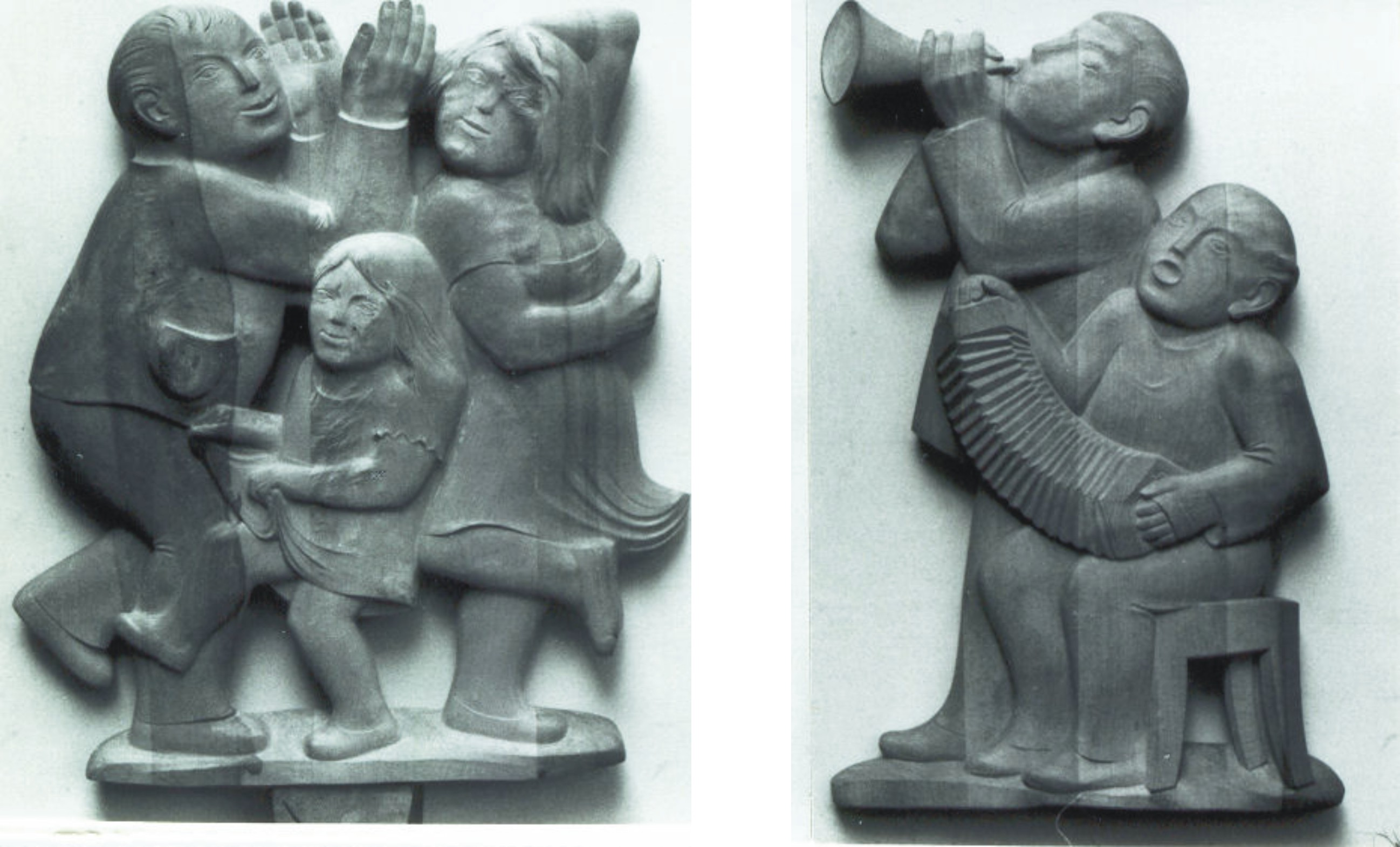
Musikanten und Tanzende für Sörnewitz

## Werke (Auswahl)

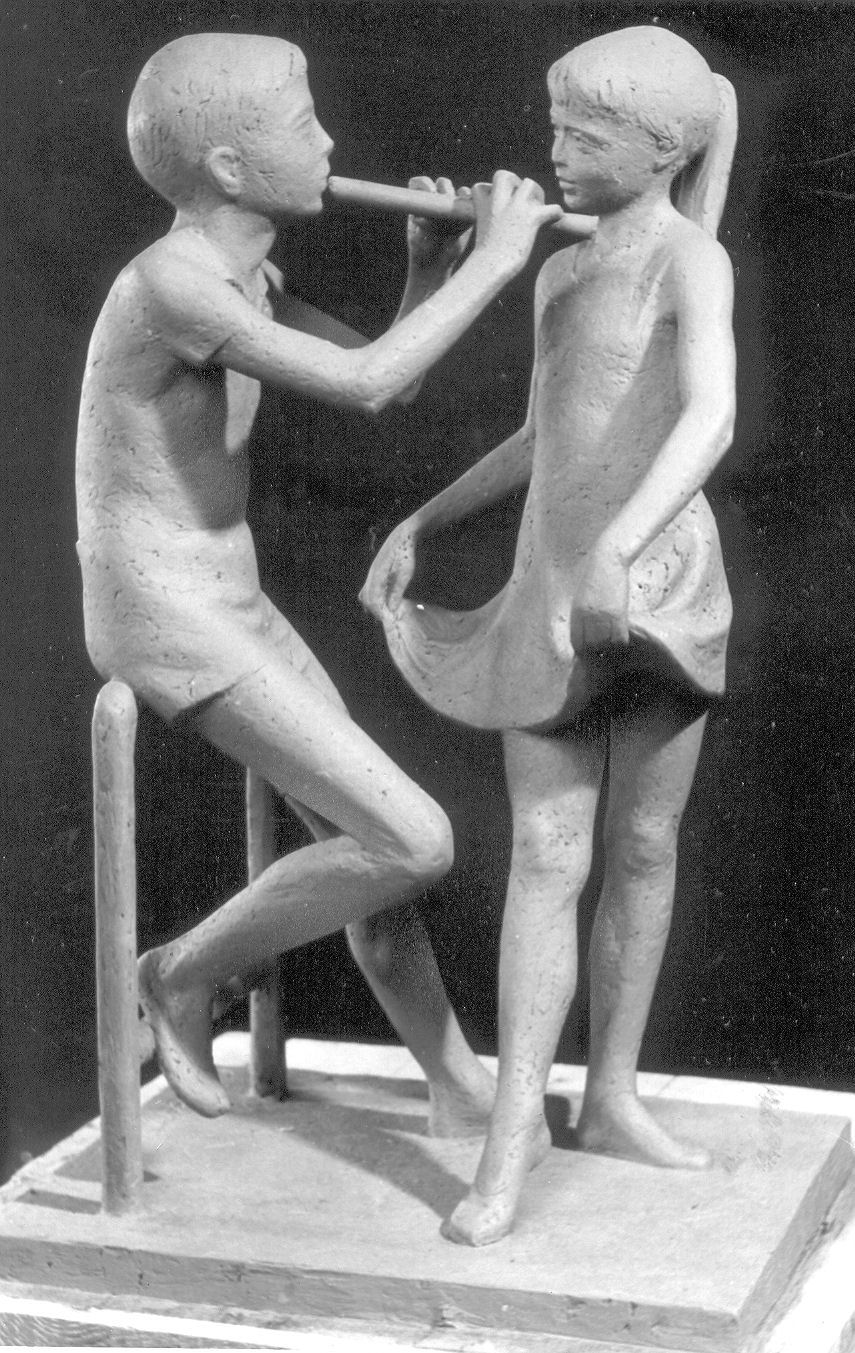
junge Künstler
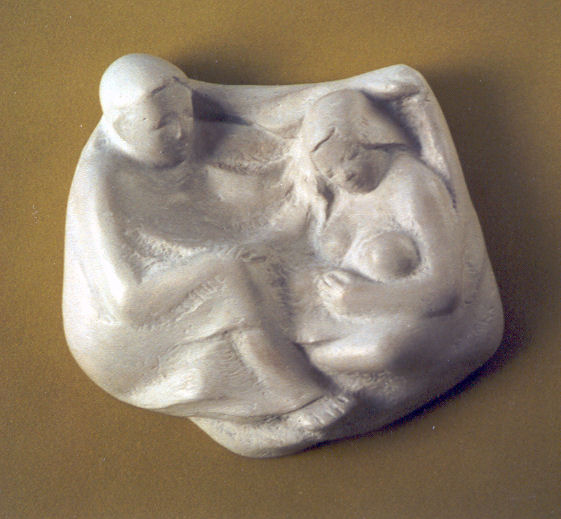
Familie
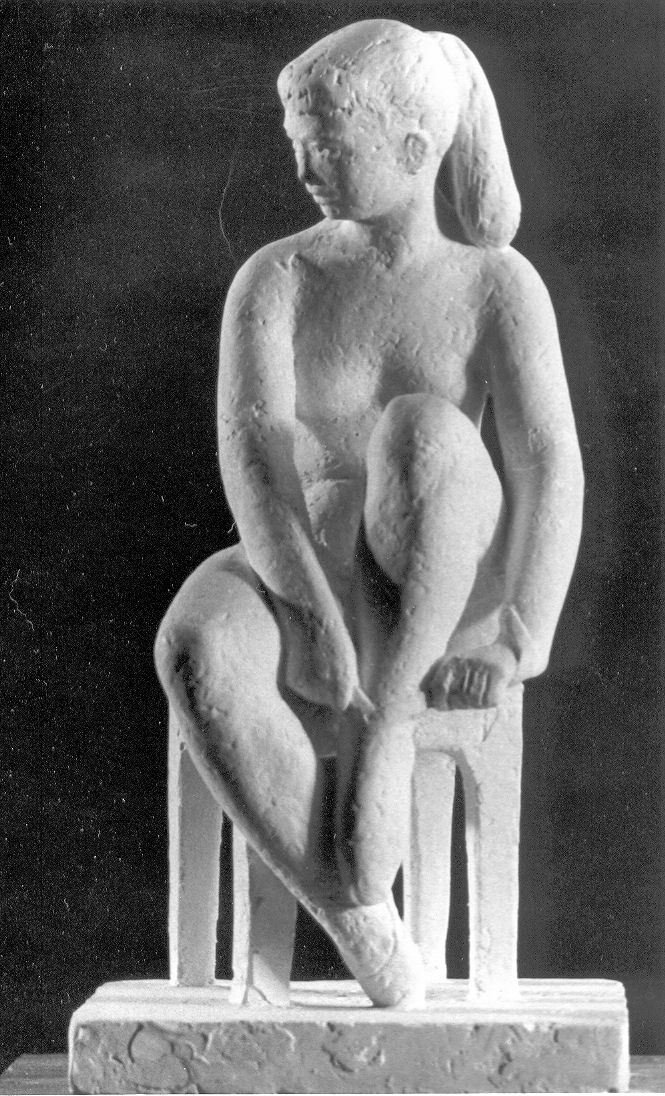
Tänzerin
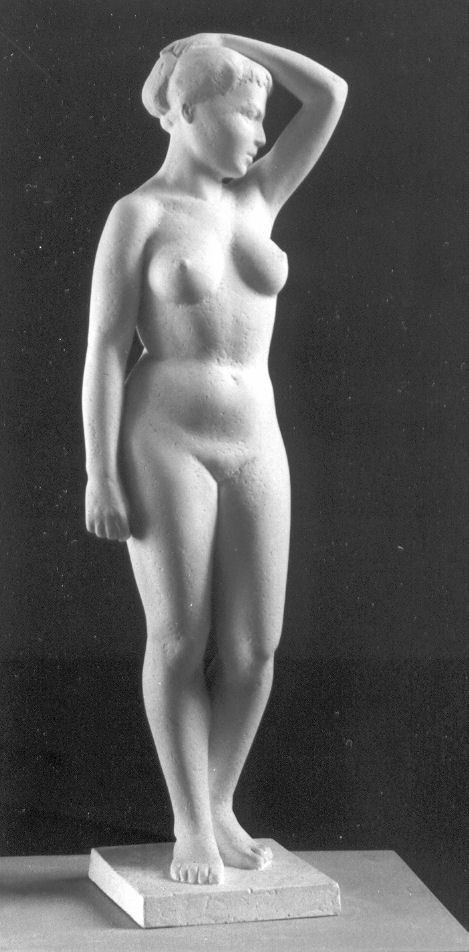
Akt
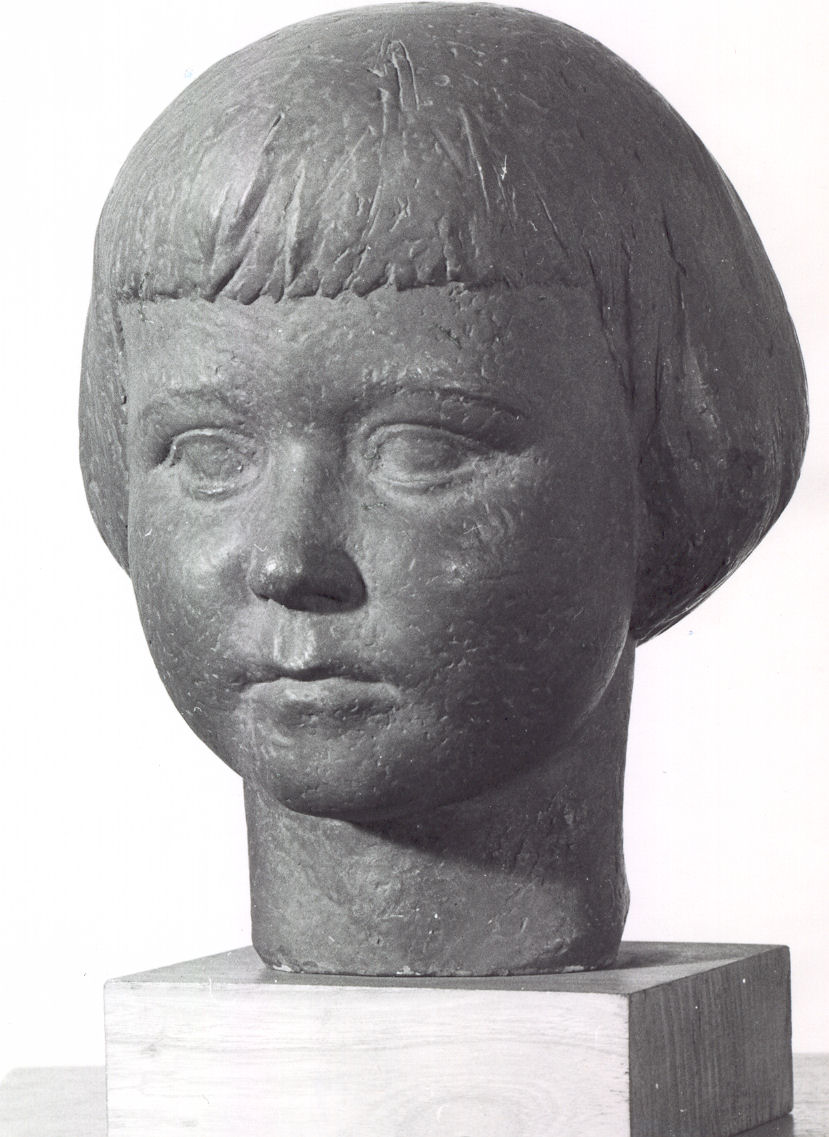
Elke
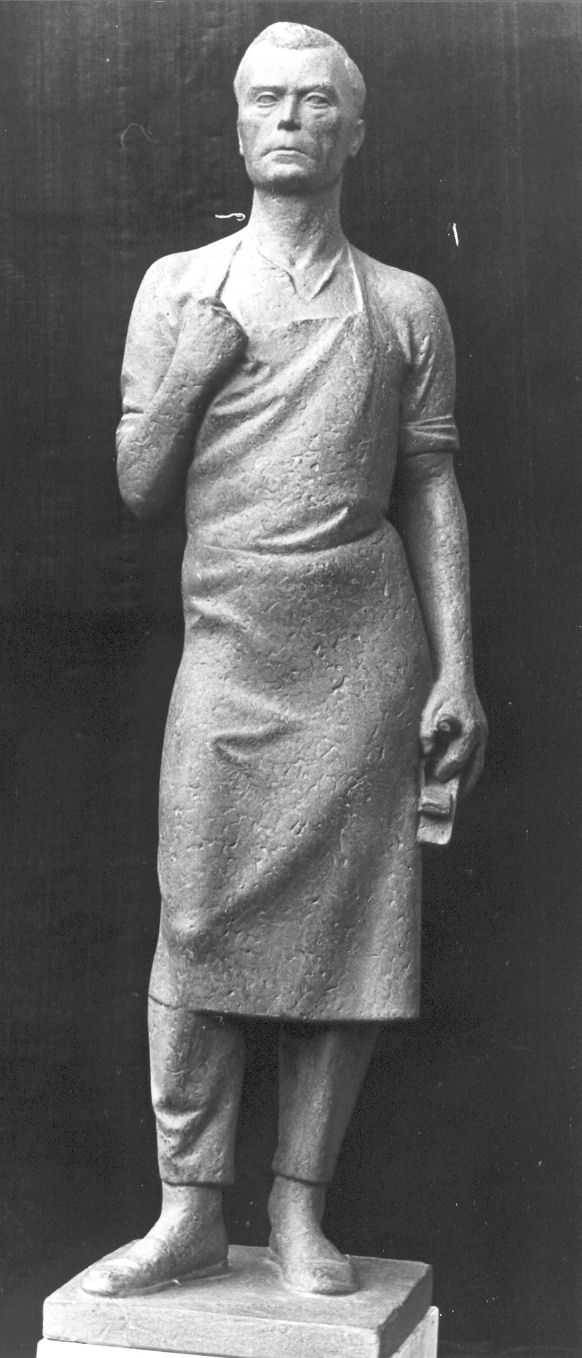
Tischler Hugo
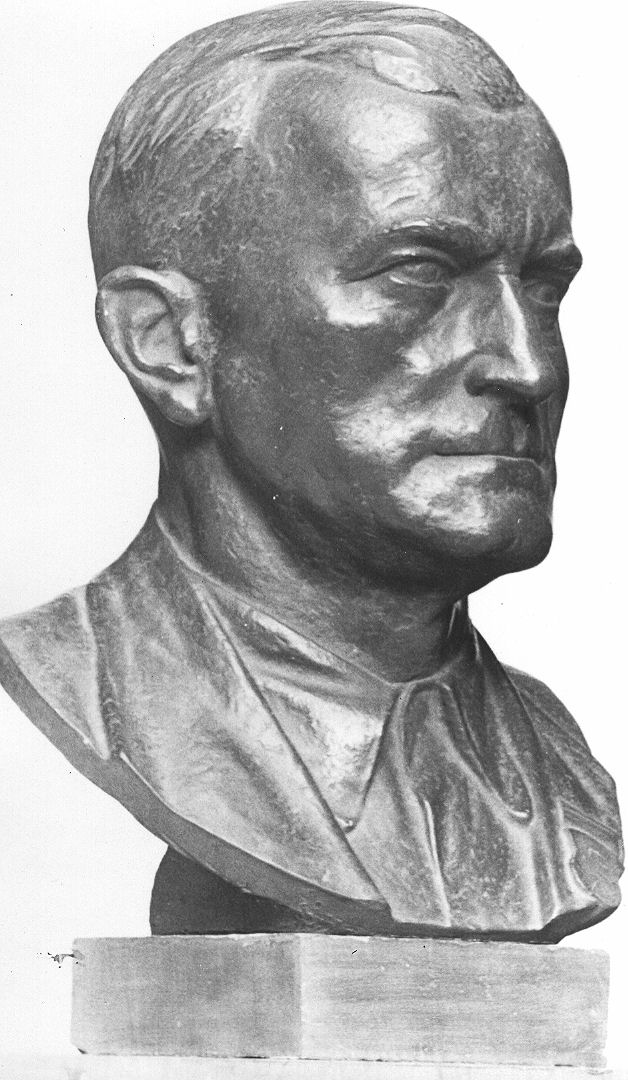
Fritz Liebscher
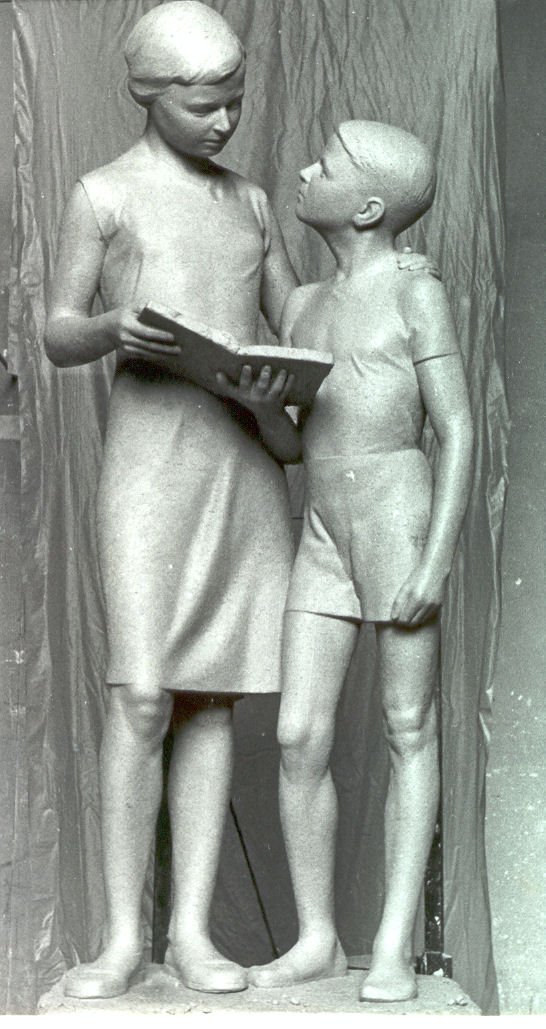
Pioniere lernen gut
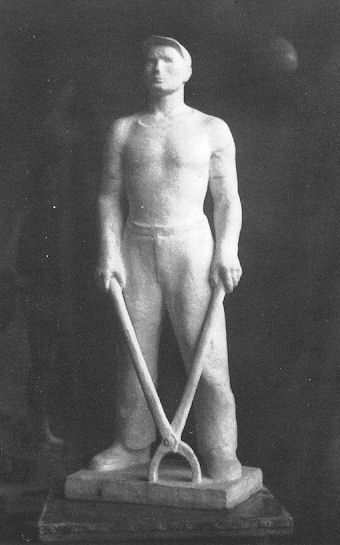
Stahlwerker

- Bereit zur Verteidigung der Heimat (Statue, Gips; 1953 auf der Dritten Deutschen Kunstausstellung in Dresden)[3]

- Landarbeiterin (Statuette, Gips, um 1960)[4]
- Selbstporträt (Porträtplastik, Gips, getönt, 1966)[5]
- Mutter mit Kind (Gips, 1984)

## Ausstellungen (mutmaßlich unvollständig)
- 1953: Dresden, Dritte Deutsche Kunstausstellung
- 1960: Freital, Club der Bergarbeiter (Ausstellung für den Kunstpreis des Edelstahlwerks)
- 1957, 1959, 1961, 1966, 1972, 1974, 1979 und 1985: Dresden, Bezirkskunstausstellungen